# 光源

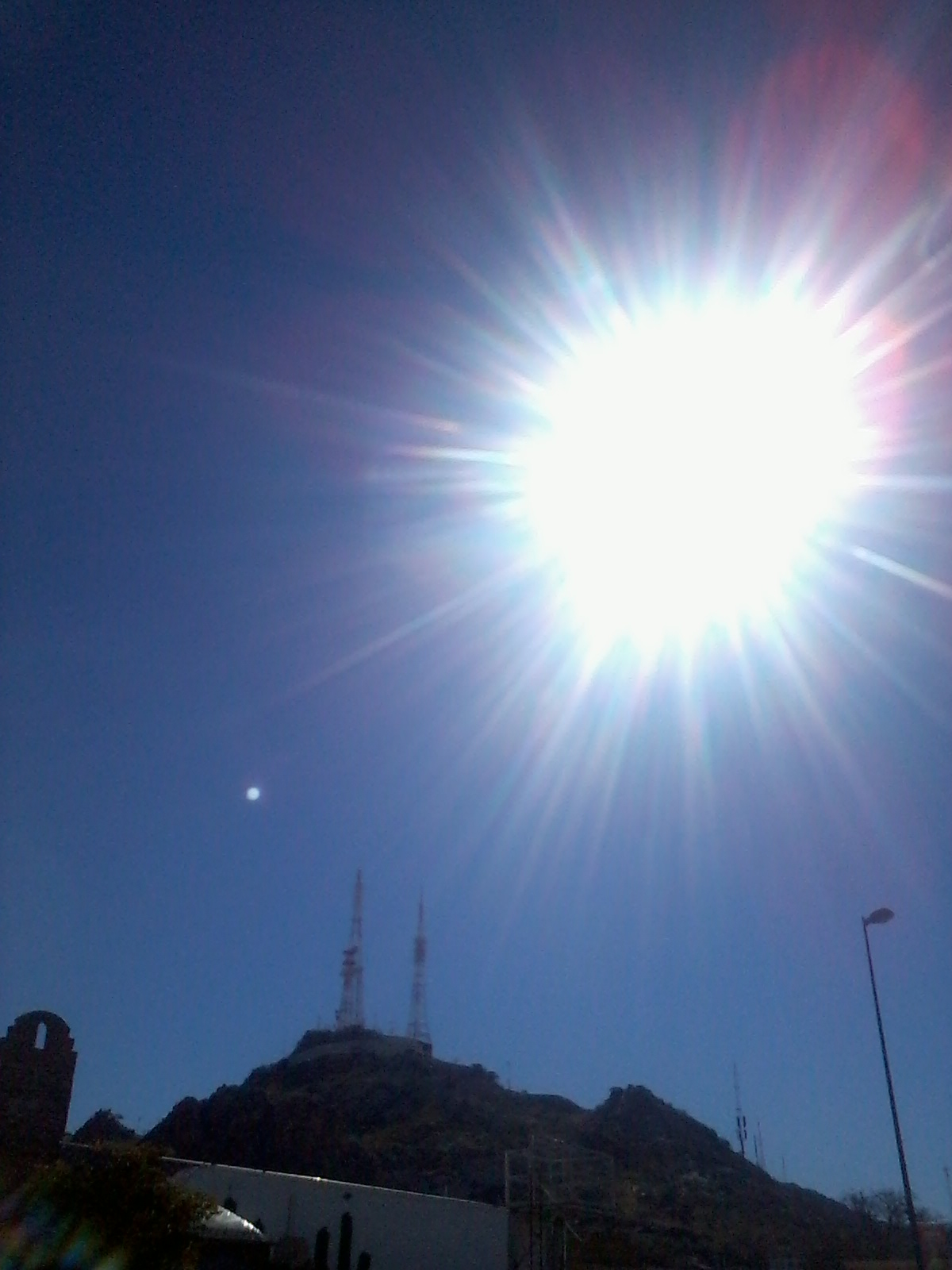
太陽の光。

光源（こうげん）は、自ら光を発する発光体。ただし、広義には他から光を受けた反射や屈折等により光を放つ物体も光源に含む。

## 光源の種類
光源には天然光源（自然光源）と人工光源がある。

### 天然光源
天然光源のうち太陽は他に比類のない重要な光源である。また、月や星などの天体もある。長い間、地球上に生活する人類にとって太陽は主たる光源であり、夜の月や星などを含めた自然光源しか存在しなかった。
さらに青空、雲、霧、虹、暈、その他地表に介在し、直接・間接に日光を反射する物体もすべて天然光源に含められる。このほか大気中の発光体としては稲妻やオーロラがある。このほか地表の天然発光体として噴出する溶岩、燐光を発する動植物、蛍光を放つ鉱物がある。

### 人工光源

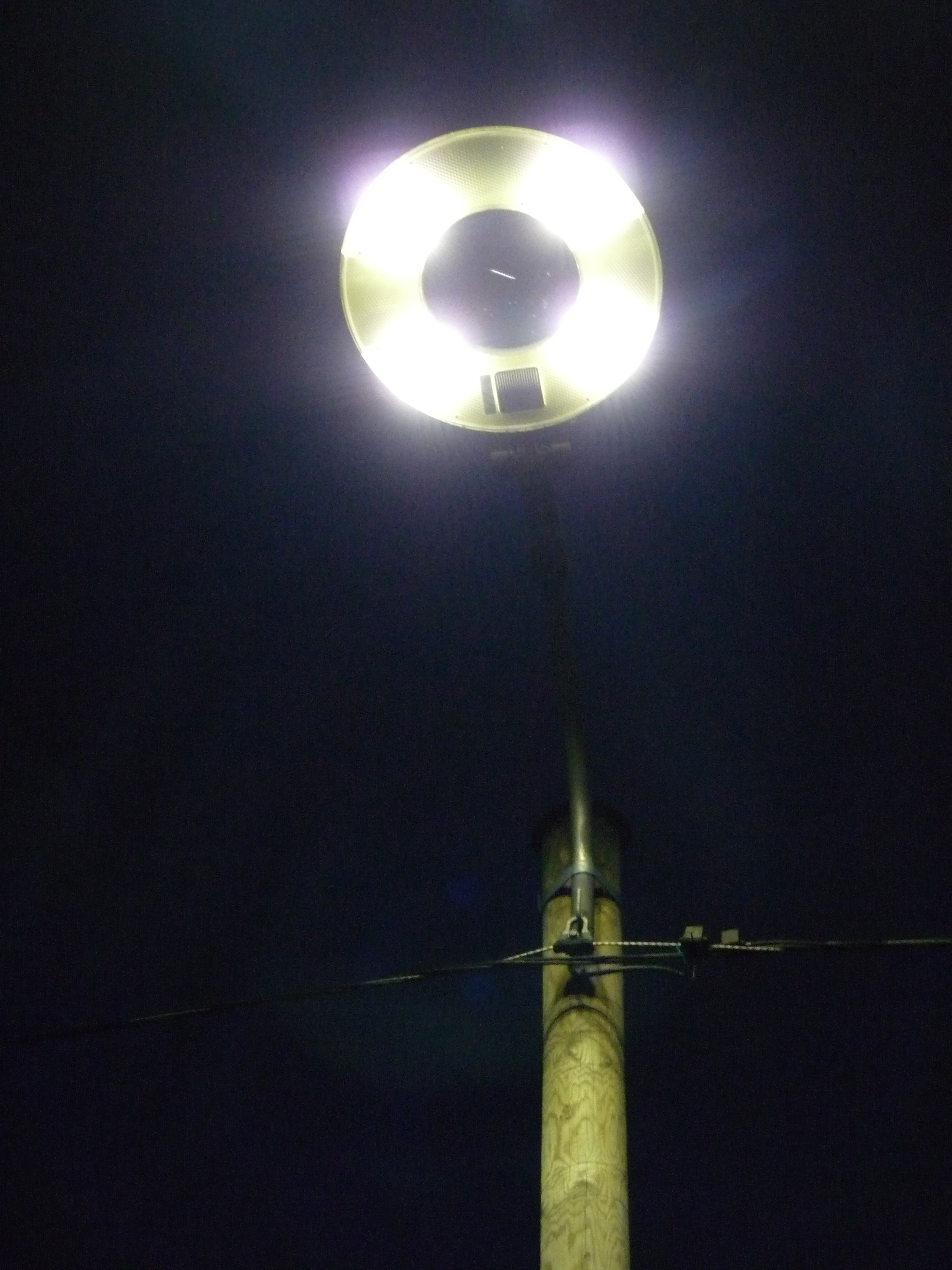
発光ダイオードの光

人工光源にはガス灯、ろうそく等の炎（焔）、電灯、夜光塗料その他非常にたくさんの種類がある。
- ろうそく
- たいまつ
- ランプ
- ライムライト
- アセチレンランプ
- 白熱電球 - 電球 - 電灯
- 蛍光灯
- アーク灯
- 無電極放電灯
- HIDランプ
- 低圧放電灯
- 発光ダイオード(LED)
- OLED
- 冷陰極型蛍光管
- 外部電極型蛍光管（EEFL）
- エレクトロルミネセンスライト
- レーザー
- 放射光